# Marathon van Belgrado 2008

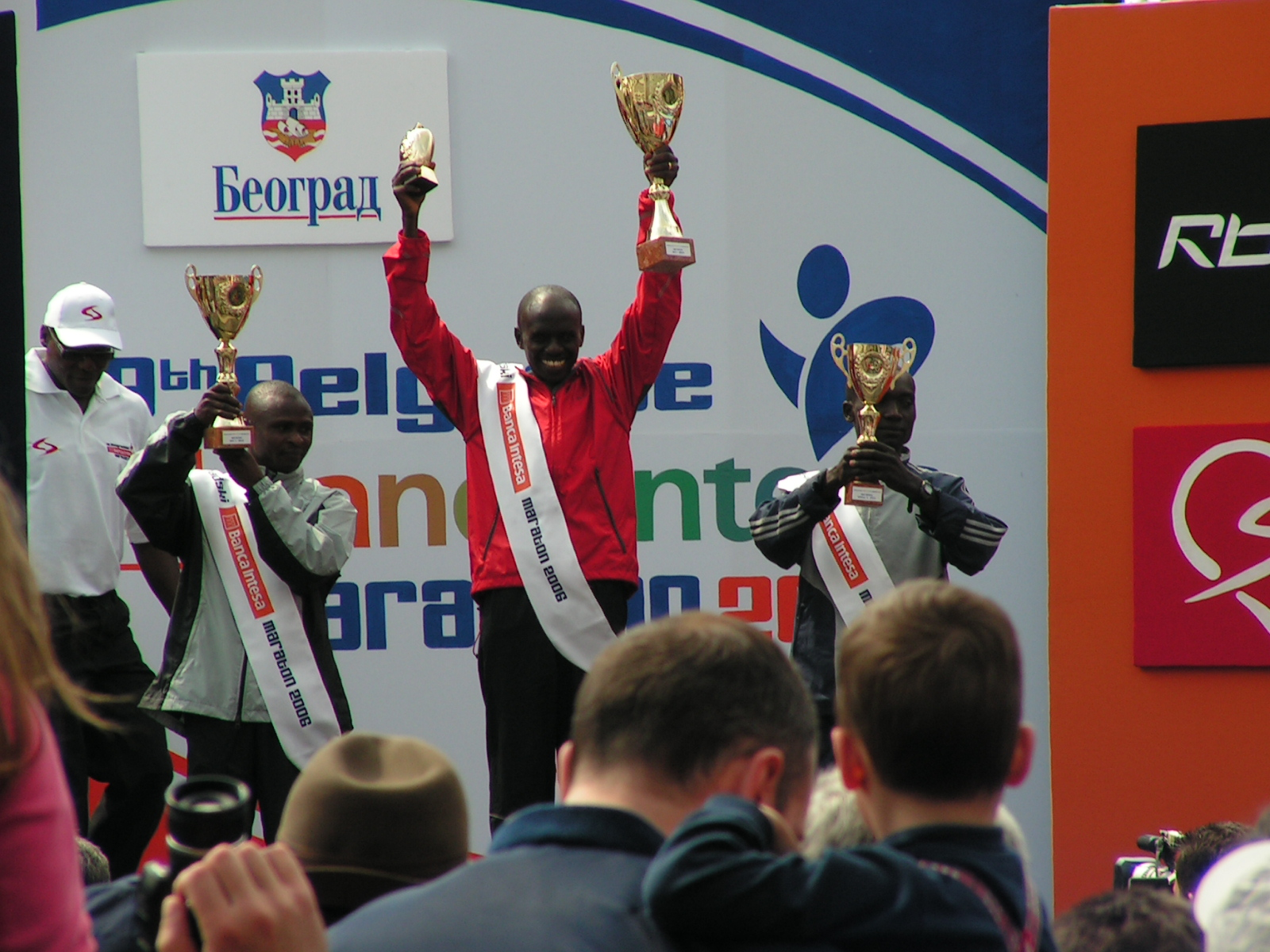
Top drie mannen

De marathon van Belgrado 2008 vond plaats op 19 april 2008 in Belgrado. Het was de 21e editie van deze marathon. Aan het begin van de marathon was het twaalf graden Celsius en dat liep op gedurende de wedstrijd tot halverwege de 20 graden Celsius. 
De wedstrijd bij de mannen werd gewonnen door de Keniaan William Kipchumba in 2:14.03. Hij was ruimschoots sneller dan zijn landgenoten Jonathan Kipsaina (2:16.14) en Victor Robert (2:16.47).
Bij de vrouwen won de Wit-Russische Natalia Chatkina de wedstrijd in 2:46.24. Zij was bijna tien minuten sneller dan haar achtervolgster Nilaj Essen uit Turkije, die in 2:55.47 over de streep kwam. 

## Wedstrijd
Mannen
| rang | naam                    | land | tijd    |
| ---- | ----------------------- | ---- | ------- |
| 1    | William Kipchumba       | KEN  | 2:14.03 |
| 2    | Jonathan Kipsaina       | KEN  | 2:16.14 |
| 3    | Victor Robert           | KEN  | 2:16.47 |
| 4    | Benjamin Tabut          | KEN  | 2:18.47 |
| 5    | Veres Gerrabziabher     | ETH  | 2:19.18 |
| 6    | Pius Mutuku             | KEN  | 2:22.22 |
| 7    | Paul Kipngeno Ngetich   | KEN  | 2:22.53 |
| 8    | Cherutich Kipngok John  | KEN  | 2:24.13 |
| 9    | Benard Kipkirui Ngetich | KEN  | 2:24.22 |
| 10   | Eljkanak Machuka        | KEN  | 2:25.11 |

Vrouwen
| rang | naam               | land | tijd    |
| ---- | ------------------ | ---- | ------- |
| 1    | Natalia Chatkina   | RUS  | 2:46.24 |
| 2    | Nilaj Esen         | TUR  | 2:55.47 |
| 3    | Mercy Jelimo Too   | KEN  | 2:57.24 |
| 4    | Jane Jesang Kosgei | KEN  | 2:57.46 |
| 5    | Mikloš Lidija      | MNE  | 3:23.57 |

1989 ·
1990 ·
1991 ·
1992 ·
1993 ·
1994 ·
1995 ·
1996 ·
1997 ·
1998 ··
1999 ·
2000 ·
2001 ·
2002 ·
2003 ·
2004 ·
2005 ·
2006 ·
2007 ·
2008 ·
2009 ·
2010 ·
2011 · 
2012 ·
2013 ·
2014 ·
2015 ·
2016 ·
2017 ·
2018 ·
2019 ·
2020